# 斯特鲁米察
斯特鲁米察（羅馬化：Strumica）是北馬其頓斯特魯米察市鎮内的城市及行政中心。2021年城市人口数量为33,825人，而整个市镇的人口数量则为54,676人。

## 外部連結
- 斯特魯米察市鎮官方网站 （页面存档备份，存于） （馬其頓文）